# 松陰神社前駅
松陰神社前駅（しょういんじんじゃまええき）は、東京都世田谷区若林四丁目にある、東急電鉄世田谷線の停留場である。駅番号はSG04。

## 歴史
- 1925年（大正14年）1月18日：開設。

## 停留場構造
相対式ホーム2面2線を有する地上駅。
通常は無人駅であるが、当停留場が最寄となる国士舘大学・国士舘中学校・高等学校入試日には、駅員が臨時配置され、運賃受領、乗降整理等を行う場合がある。

### のりば
| ホーム | 路線     | 方向 | 行先               |
| ------ | -------- | ---- | ------------------ |
| 南側   | 世田谷線 | 下り | 上町・下高井戸方面 |
| 北側   | 世田谷線 | 上り | 三軒茶屋方面       |

## 利用状況
当停留場だけの乗車人員は公表されていない。世田谷線全線での乗車人員は東急世田谷線#利用状況を参照のこと。

## 停留場周辺

### 官公庁・公共施設
- 世田谷区役所：三軒茶屋方面からの最寄駅。
- 世田谷合同庁舎
  - 東京都世田谷都税事務所
  - 世田谷税務署
  - 東京法務局世田谷出張所
  - 世田谷区立世田谷図書館

### 教育機関
- 国士舘大学世田谷キャンパス

### 郵便局・金融機関
- 世田谷若林三郵便局

### 史跡・自然
- 松陰神社

### 店舗
- 松陰神社通り商店街

### 宗教
- 日本聖公会東京聖十字教会

## バス路線
区役所通り上に若林四丁目バス停、世田谷通り上に松陰神社前バス停があり、東急バス・小田急バスにより運行されている。
- 若林四丁目（旧・世田谷税務署前）
  - 反11 五反田駅 - 若林四丁目 - 世田谷区民会館（東急）
  - 渋52 渋谷駅 - 若林四丁目 - 世田谷区民会館（東急）
- 松陰神社前
  - 反11 五反田駅 - 松陰神社前 - 世田谷区民会館（東急）
  - 渋21 渋谷駅 - 松陰神社前 - 上町駅（東急）
  - 渋22 渋谷駅 - 松陰神社前 - 用賀駅（東急）
  - 渋23 渋谷駅 - 松陰神社前 - 祖師ヶ谷大蔵駅（東急）
  - 渋24 渋谷駅 - 松陰神社前 - 成城学園前駅（東急・小田急）
  - 渋26 渋谷駅 - 松陰神社前 - 調布駅（小田急）
  - 渋52 渋谷駅 - 松陰神社前 - 世田谷区民会館（東急）

## 隣の停留場
東急電鉄
 世田谷線
若林駅 (SG03) - 松陰神社前駅 (SG04) - 世田谷駅 (SG05)